# Jachtorde

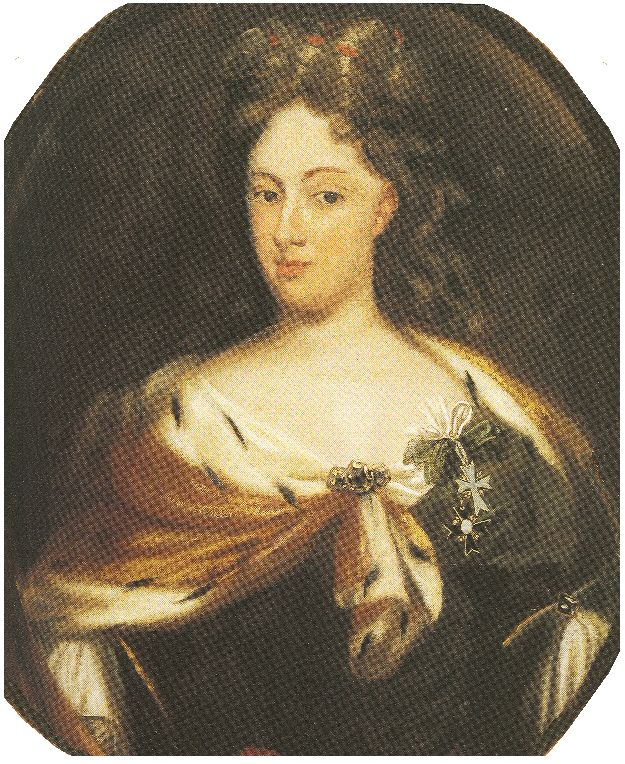
Isabella Charlotte Prinses van Nassau-Dietz uit de 18e eeuw toegeschreven aan Jan Volders.

Met de Jachtorde wordt in Nederland meestal de door de in Duitse vorstendommen regerende leden van de familie Nassau gestichte Orde van het Nobel Tijdverdrijf (in het aan het hof gesproken Frans: Ordre de la Noble Divertissement) bedoeld.
Over de Orde is weinig bekend. Op een in Dillenburg bewaard portret van Luis of Jan Volders draagt Isabella Charlotte van Nassau-Dietz (1692-1757) twee damesorden aan strikken die door Dr. K.G Klietman als de Jachtorde en de Ordre de la Fidélité zijn herkend. Het gouden kruis van de Jachtorde is groen geëmailleerd en ook het lint is groen.
Andere Jachtorden waren:
- De Orde van de Gouden Adelaar (Württemberg)
- De Orde van de Hazewindhond
- De Ridderlijke Jachtorde van Sint-Hubertus (1723 in Bohemen)
- De Huisridderorde van Sint-Hubertus
- De Orde van het Witte Hert van Sint Hubertus (1859 in Pruisen)

Zie ook: Lijst van ridderorden in Hessen